# Palmas (Tocantins)
Palmas és una ciutat del Brasil, capital de l'estat de Tocantins. Amb una població de 228.302 habitants segons el cens de 2010, és la capital estatal menys poblada del país.